# Jane Memmott
Jane Memmott  est une écologiste et entomologiste britannique. 
Elle est professeur d'écologie à l'université de Bristol et membre honoraire de la Société royale d’entomologie. Ses recherches portent sur l'écologie communautaire. Elle est une experte des interactions entre les insectes pollinisateurs et les plantes.

## Biographie

### Formation et carrière
Jane Memmott a fréquenté l'université de Leeds où elle a étudié la zoologie au début des années 1980. Elle a poursuivi ses études à Leeds, où elle a obtenu son doctorat. Elle a travaillé sur l'écologie communautaire des phlébotomes, une sous-famille d'insectes de l'ordre des diptères, effectuant ses travaux sur le terrain au Costa Rica. Dans le cadre de ses recherches post-doctorales, elle a défini les premiers réseaux trophiques des écosystèmes tropicaux, en étudiant les plantes, les insectes mineurs et les parasitoïdes en collaboration avec Charles Godfray. Elle a par ailleurs effectué des recherches sur les plantes envahissantes en Nouvelle-Zélande.
En 1996, Jane Memmott a rejoint l'université de Bristol en qualité de chargée de cours. En 2012, elle a été nommée responsable de l'École des sciences biologiques où elle a supervisé le transfert de l'école vers un nouveau bâtiment consacré aux sciences de la vie.

### Recherches
Jane Memmott étudie un large éventail de domaines relevant de l'écologie, notamment l'écologie de la pollinisation, l'écologie des espèces envahissantes, l'agroécologie, le contrôle biologique, l'écologie urbaine et l'écologie de la restauration.
Son travail dans les habitats urbains comprend le Projet pollinisateurs urbains (qui fait partie d'un programme plus large portant sur les insectes pollinisateurs (Insect Pollinators Initiative). Dans ce cadre, Jane Memmott et son équipe échantillonnent des insectes pollinisateurs dans les zones urbaines, sur la base de transects d'une longueur d'un kilomètre. Ce travail a conduit au constat que les jardins des particuliers, les lotissements et les jardins communautaires présentaient une plus grande abondance d'insectes pollinisateurs que les espaces publics tels que les parcs et les accotements des routes.
Jane Memmott défend l'idée d'augmenter les ressources favorisant les pollinisateurs en milieu urbain, notamment en développant les espaces plantés de fleurs sauvages. En effet, selon ses observations, ces fleurs offrent plus de nectar et de pollen que de nombreuses plantes cultivées : les espaces qu'elles occupent peuvent ainsi fournir plus de ressources nutritives aux pollinisateurs.
Jane Memmott a également étudié la façon dont les ressources disponibles pour les insectes pollinisateurs ont changé au cours du siècle dernier, ainsi que les changements qui se produisent sur une période d'un an. Dans ses recherches fondées sur des études de longue durée de la végétation, elle a mis en évidence que les ressources en nectar du Royaume-Uni avaient diminué jusqu'aux années 1970, lors de l'intensification agricole, mais qu'elles avaient augmenté depuis. Sur une échelle de temps plus petite, elle a découvert un risque de décalage dans le temps entre les plantes à fleurs et la période de vol des insectes pollinisateurs qui les visitent au cours de l'année.
Elle étudie également les agroécosystèmes. Ses recherches ont montré que les pollinisateurs subissaient une pénurie de ressources provenant des plantes, comme le pollen et le nectar, au début du printemps et à la fin de l'été. Cette découverte pourrait conduire à modifier le mélange de fleurs sauvages dans le cadre de programmes agroenvironnementaux.

## Distinctions et récompenses
Jane Memmott est rédacteur-réviseur de Science Magazine.
Elle a reçu le Marsh Ecology Award, remis par le Marsh Christian Trust et la Société britannique d’écologie (British Ecological Society), en 2015.
En 2018, elle a donné une conférence prononcée en mémoire de Sir John Burnett, lors de la réunion annuelle du National Biodiversity Network.
Elle a été élue présidente de la Société britannique d'écologie en 2019. Elle a pris ses fonctions au début de l'année 2020.